# 몽매주의
몽매주의(蒙昧主義, 프랑스어: obscurantisme)란 의도적으로 애매한 말을 쓰거나 논제를 명확히 하는 것을 방해하는 방식으로 새로운 질문이나 이해를 저해하는 하는 태도를 일컫는다.

## 프리드리히 하이에크의 몽매주의
하이에크는 그의 수필 <나는 왜 보수주의자가 아닌가? (1960)>에서 정치적 보수주의가 이데올로기적으로 비현실적이라고 말했다.  그 이유는 보수주의자들이 변해가는 사람의 현실에 적응하지 못하고, 사회의 모든 구성원들에게 유익을 주는 건전한 정치적 프로그램을 제공하기를 꺼려하기 때문이다.  하이에크는 몽매주의가 과학이론의 실험적 진리를 부정하는 것이라고 했는 데, 그 이유는 동의할 수 없는 도덕적 결과들이 사실을 용인하는 데서 나타날 수 있기 때문이다.

## 같이 보기
- 반지성주의
- 컬트 (종교)
- 역정보
- 근본주의
- 온정주의
- 철인왕
- 실증주의
- 과학주의
- 그쪽이야말로주의